# Syrisca longicaudata
Espèce
Syrisca longicaudata est une espèce d'araignées aranéomorphes de la famille des Miturgidae.

## Distribution
Cette espèce est endémique du Congo-Kinshasa.

## Description
Le mâle mesure 12,5 mm et la femelle 17 mm.

## Publication originale
- Lessert, 1929 : Araignées du Congo recueillies au cours de l'expédition organisée par l'American Museum (1909-1915). Troisième partie. Revue Suisse de Zoologie, vol. 36, p. 103-159 (texte intégral).